# Опера Лира Оттава
Опера Лира Оттава (англ. Opera Lyra Ottawa) — канадская оперная труппа. Основана в Оттаве в 1984 году, основная сценическая площадка — Национальный центр искусств.

## История
В 1984 году, после того, как провалился летний оперный проект Национального центра искусств, сопрано Диана Гилкрист организовала некоммерческую оперную труппу, получившую название «Опера Лира Оттава». В том же году были поставлены «Директор театра» Моцарта и «Пимпиноне» Телемана, а в 1985 году в Карлтонском университете была поставлена первая полномасштабная опера — «Так поступают все».
С 1986 года основной сценической площадкой труппы служит театр Национального центра искусств. Среди постановок, осуществленных на его сцене в следующие шесть лет, «Севильский цирюльник», «Любовный напиток», «Богема», «Кармен», «Чио-Чио-Сан» и «Волшебная флейта». В дальнейшем «Опера Лира» также выступает и в главном концертном зале Национального центра искусств — Саутхэм-холле. В числе постановок на главной сцене Центра «Саломея» (2002), «Риголетто» (2004) и «Сказки Гофмана» (2005). В 2005 году в Саутхэм-холле прошли также две оперы Джанкарло Менотти. Помимо полноценных оперных постановок, труппа исполняет также оперы в концертном исполнении и попурри из популярных оперных партий.
Помимо Оттавы, труппа давала гастроли в других городах, включая Кингстон (Онтарио) и Альберту. В 1990 году, вместе с Обществом канадского культурного наследия, камерным оркестром Thirteen Strings и ансамблем Cantata Singers of Ottawa, «Опера Лира Оттава» подготовила концертную программу «Сокровища канадской оперы», включавшую отрывки из восьми опер таких авторов, как Каликса Лавалле, Оскар Тельгман и Жозеф Кеснель.
Результатом экономического кризиса 2008 года для труппы стали три подряд убыточных года. Финансовые трудности заставили руководство «Опера Лира» отменить две запланированных постановки и прервать сезон 2011—2012 годов на середине. В июле 2012 года было объявлено о том, что благодаря успешной реорганизации и назначению нового генерального директора новый сезон состоится. Первый сезон восстановленной труппы включал сценическую постановку «Богемы» и концертную версию «Травиаты».
В новом виде коллектив просуществовал до осени 2015 года, когда стало ясно, что с финансовой точки зрения его деятельность убыточна. Первая постановка сезона, «Севильский цирюльник», собрала на 185 тысяч долларов меньше, чем прогнозировалось, и общий долг труппы достиг полумиллиона долларов, после чего было принято решение о её немедленном роспуске и отмене подготовки четырёх оставшихся произведений, включая две канадские одноактные оперы, детскую оперу и «Фиделио» Бетховена. Коллектив прекратил деятельность после 30 сезонов.

## Коллектив
В 1987 году Диану Гилкрист в качестве художественного директора труппы сменила Жанетт Астер. Она оставалась на этом посту до 1997 года, когда низкие сборы от постановок «Летучей мыши», «Фауста» и «Аиды», а также отрицательные отзывы критиков об «Аиде», привели к её увольнению за шесть месяцев до истечения контракта. Место Астер занял Тайрон Патерсон, также ставший основным дирижером труппы. В 2011 году, после нескольких убыточных лет и досрочно прерванного сезона, новым генеральным директором был назначен Джон Питер Джеффриз. Позже на должность художественного директора был нанят Тимоти Вернон.